# بوب أودينكيرك
بوب أودينكيرك (بالإنجليزية: Bob Odenkirk)‏ مواليد 22 أكتوبر 1962 في إلينوي، الولايات المتحدة، هو ممثل أمريكي بدأ مسيرته الفنية عام 1987. هو أيضاً ممثل، كوميدي، مخرج، منتج، كاتب. كما أنه من الفائزين بجائزة إيمي. وعرف بكون مؤلف مشارك وممثل على قناة اتش بي او في مسلسل مستر شو وذ بوب اند ديفيد، كما عرف بدوره كالمحامي اللا أخلاقي سول غودمان في مسلسل اختلال ضال ومسلسل «من الأفضل الاتصال بسول» على قناة AMC، وبدوره الثانوي في عرض لاري ساندرز.

## النشأة
ولد بوب في ولاية إلينوي ونشأ في مدينة نابرفيل. وهو واحد من سبعة إخوة ولدوا لوالتر، الذي كان يعمل في مجال الطباعة، وباربرا التي كانت من الروم الكاثوليك من أصل ألماني وأيرلندي.والديه مطلقين ويرجع ذلك جزئيا إلى الإدمان على الكحول من قبل والتر (والد بوب)، والتي من شأنها أن تؤثر على قرار بوب لتجنب الكحول قدر الإمكان.
درس بوب في ثانوية نابرفيل الشمالية وجامعة ماركيت في ميلووكي، ويسكونسن، ثم نقل إلى جامعة جنوب إلينوي في كاربونديل، إلينوي، «شحذ له رسم الكتابة وأداء المهارات مع العروض الحية على المحطات الإذاعية على حد سواء الكليات»

## روابط خارجية
- بوب أودينكيرك على موقع IMDb (الإنجليزية)
- بوب أودينكيرك على موقع روتن توميتوز (الإنجليزية)
- بوب أودينكيرك على موقع مونزينجر (الألمانية)
- بوب أودينكيرك على موقع ألو سيني (الفرنسية)
- بوب أودينكيرك على موقع ميوزك برينز (الإنجليزية)
- بوب أودينكيرك على موقع أول موفي (الإنجليزية)
- بوب أودينكيرك على موقع قاعدة بيانات الأفلام السويدية (السويدية)
- بوب أودينكيرك على موقع إن إن دي بي (الإنجليزية)
- بوب أودينكيرك على موقع أول ميوزيك (الإنجليزية)
- بوب أودينكيرك على موقع ديسكوغز (الإنجليزية)